# Ахумей-Зуну, Квеси
Квеси Ахумей-Зуну (фр. Kwesi Ahoomey-Zunu; род. 1 декабря 1958) — тоголезский политик, премьер-министр Того с 23 июля 2012 по 10 июня 2015 года.
Занимал пост министра территориального управления и Генерального секретаря Президиума, затем, в марте 2011 года, был назначен министром торговли и развития частного сектора. Он оставался на этом посту до 19 июля 2012 года, когда после отставки премьер-министра Жильбера Унгбо, был назначен на его место. Вступил в должность 23 июля 2012.